# Åshammar, Grums kommun
Åshammar är en småort i Grums socken i Grums kommun, Värmlands län.